# Ophitis magnaria
Ophitis magnaria är en fjärilsart som beskrevs av Felder 1874. Ophitis magnaria ingår i släktet Ophitis och familjen tandspinnare. Inga underarter finns listade i Catalogue of Life.